# Calama
Calama ist eine Stadt im Norden des südamerikanischen Anden-Staates Chile. Sie liegt in der Región de Antofagasta und hat 158.487 Einwohner (Volkszählung 2017).

## Geografie, Klima

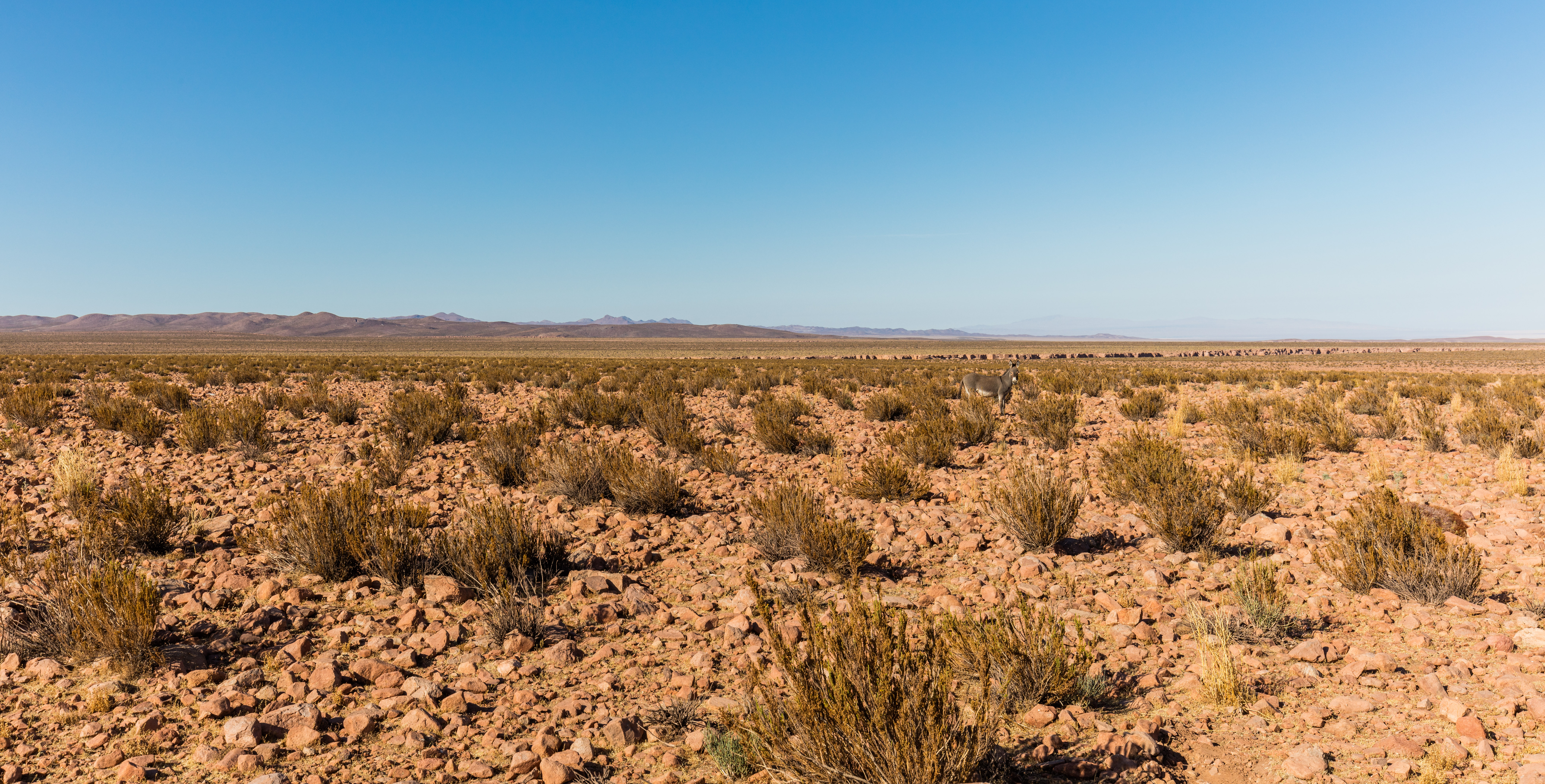
Landschaft in der Nähe von Calama

Die Wüstenstadt Calama liegt auf einem Zwischenhochplateau inmitten der Wüste Atacama, etwa 600 km südlich von Arica.
Mit einem Jahresniederschlag von 0 mm ist die Stadt einer der trockensten Orte der Erde. Entsprechend gibt es kaum Vegetation in der Umgebung der Stadt.

## Geschichte
Die Stadt hieß früher Chiu-Chiu und wurde 1840 in Calama umbenannt. Sie gehörte damals zu Bolivien. Im Salpeterkrieg wurde die Stadt am 23. März 1879 von chilenischen Truppen erobert und gehört seitdem zu Chile. 1886 erhielt die Stadt eine Eisenbahnanbindung.
Nachdem in der verseuchten Nähe der Kupfermine Chuquicamata seit dem 1. Januar 2003 niemand mehr leben darf, erlebte Calama ein rasantes Wachstum.
1965 wurde die römisch-katholische Territorialprälatur Calama errichtet, die im Jahr 2010 zum Bistum San Juan Bautista de Calama erhoben wurde, dessen Kathedrale dem Bistumspatron Johannes dem Täufer geweiht ist.

## Sehenswürdigkeiten
Calama ist keine ausgesprochene Touristenstadt. Eine Besichtigung der gewaltigen Kupfermine ist jedoch beeindruckend.
Reisen zum südlich gelegenen Salar de Atacama, zu den Geysiren bei El Tatio oder nach Bolivien sind möglich.

## Wirtschaft
Ein Großteil der Bevölkerung ist beruflich mit der Kupfermine Chuquicamata, dem größten Kupferbergwerk der Erde, verbunden.

## Verkehr
Durch Calama führt die Bahnstrecke Antofagasta–La Paz, über die auch das in Calama abgebaute Kupfererz zu den Häfen in Antofagasta und Mejillones gebracht wird. Bis 2005 verkehrte wöchentlich ein Personenzug zwischen Antofagasta und Oruro in Bolivien. 
Calama besitzt einen Flughafen. 
Andere Teile des Landes können auch mit einem der zahlreichen Busse erreicht werden. Calama war ein Etappenort auf der Route der Rally Dakar 2011.